# U-822
Unterseeboot 822 foi um submarino alemão do Tipo VIIC, pertencente a Kriegsmarine que atuou durante a Segunda Guerra Mundial.
O U-822 esteve em operação entre os anos de 1944 e 1945, não realizando nenhuma patrulha de guerra. Foram abertos buracos no casco para afundar em Wesermünde no dia 3 de maio de 1945.

## Comandantes
| Comandante              | Data                                   |
| ----------------------- | -------------------------------------- |
| Oblt. Josef Elsinghorst | 1 de julho de 1944 – 3 de maio de 1945 |

## Subordinação
Durante o seu tempo de serviço, esteve subordinado às seguintes flotilhas:
| Período                   | Flotilha                               |
| ------------------------- | -------------------------------------- |
| 4. Unterseebootsflottille | 1 de julho de 1944 - 3 de maio de 1945 |

## Coordenadas
1. ↑  em posição 53° 32' N 8° 35' E